# Лі Кайсянь
Лі Кайсянь (*李開先, 1502 —1568) — китайський державний службовець та драматург часів династії Мін.

## Життєпис
Народився у м. Чжанцю (провінція Шаньдун). Замолоду виявив хист до навчання. Вже 1529 року з успіхом склав імператорський іспит та отримав вищий вчений ступінь цзіньши. Після цього призначається на державну службу. Згодом отримує посаду секретаря міністерства кадрів. На своїх посадах виступав проти засилля палацових євнухів. Внаслідок цього постраждав й був відправлений у заслання. Зміг повернутися до Пекіна лише після смерті імператора Ши-цзуна у 1567 році.

## Творчість
Був членом гуртка інтелектуалів, збирав народні та старовинні пісні й балади. Сам складав вірші. Втім відомий як драматург, насамперед п'єсою «Меч», написаною в стилі чуаньци. П'єса створена на основі сюжету з роману «Річкових заплав», проте історія Лінь Чуна в п'єсі різниться від версії Ши Найаня. Лінь Чун зазнає переслідування з боку можновладців не через захист своєї дружини від знатного сластолюбця, як у романі, а через викриття героєм групи хабарників, що «грабують країну і пригнічують народ». Громадське звучання «Меча» посилювалося тим, що поява п'єси збіглося із послабленням династії Мін, що проявилося зокрема в засиллі фаворитів та євнухів.